# Устюгов, Анатолий Михайлович
Анато́лий Миха́йлович У́стюгов (3 марта 1921, починок Паршино Вятского уезда, Вятской губернии — 20 августа 2007, Киров) — русский детский писатель-анималист, художник-иллюстратор, фотограф. Член Союза советских писателей с 1958 года. Участник Великой Отечественной войны, попавший в неприятельское окружение и вышедший из него, участник прорыва блокады Ленинграда. Самое значительное произведение — детская приключенческая повесть о Великой Отечественной войне «Последний патрон».

## Биография

### Детство и юность
Анатолий Устюгов родился 3 марта 1921 года в починке Паршино (деревня Ситниковская) Вятского уезда неподалёку от самой Вятки. Отец Михаил Иванович Устюгов был простым кустарём, катавшим валенки. После рождения сына семья переехала в Вятку, где глава семьи устроился на текстильную фабрику. Через три года он вступил в ВКП (б) и начал карьеру профсоюзного и партийного функционера: инструктор и заместитель председателя комитета крестьянской взаимопомощи, судебный исполнитель Вятского губернского суда. Затем семья последовала за отцом в Нолинск и Вятские Поляны, где Устюгов-старший работал председателем Нолинского уисполкома и председателем Вятскополянского райисполкома соответственно. В 1932 году Устюговы, а у Толи появилось ещё два брата, возвратились в Вятку. В 1937 году отец Михаил Иванович Устюгов был репрессирован, после чего в 1939 году он был реабилитирован.
В Вятке Анатолий поступил в четвёртый класс Образцовой средней школы № 9 имени Октябрьской революции (позднее школа и лицей № 28), где полюбил занятия природоведением и биологией. Он начал заниматься в кружке юных натуралистов при Кировском областном краеведческом музее. Будучи школьником, когда ему было 16 лет, он опубликовал в столичном журнале «Юный натуралист» первый рассказ «Дрозды-рябинники». В следующем 1938 году там же был опубликован очерк «Переселяются растения и животные». Журнал именно в это время объявил конкурс на лучший детский рассказ, и за свои работы молодой человек получил первую премию журнала — бинокль с шестикратным увеличением. Успех А. М. Устюгова так поразил кировского учёного-биолога и научного сотрудника Кировского краеведческого музея А. Д. Фокина, что тот предложил ему участвовать в научной экспедиции по Кировской области.
Позднее А. М. Устюгов отмечал, что своим интересом к природе обязан не столько школе, сколько дедушке Ивану Устюгову, вятскому предпринимателю. «Подозреваю, что любовь моя к природе, к птицам началась с того, что дед привёз мне, пятилетнему, в город голубя и передал прямо в руки. Меня поразила красота птицы, а когда я её подбросил вверх, и она полетела, радости моей не было конца. После этого я стал интересоваться не только птицами, но и всем живым, что летало: бабочками, стрекозами». Родословную Устюговых Анатолий Михайлович довёл до начала XVIII века, поскольку среди его интересов была не только биология, но и краеведение, фотодело, рисование и литература. И всё же в конце концов Анатолий избрал стезю учёного-естествоиспытателя и после окончания средней школы, в 1939 году, был зачислен на биологический факультет Ленинградского государственного университета. На факультете он выбрал научную специализацию — орнитология. Однако учёба в ЛГУ продолжалась лишь месяц с небольшим, поскольку началась Вторая мировая война, в связи с чем был принят Закон о всеобщей воинской обязанности от 1 сентября 1939 года, и отсрочки от воинской службы для студентов вузов были отменены.

### Служба в армии и война
В октябре 1939 года студент Ленинградского университета А. М. Устюгов был мобилизован в Советскую армию и проходил службу на юге Украины в Одесском военном округе. Когда началась Великая Отечественная война, он служил в 17-м отдельном батальоне ВНОС (войск воздушного наблюдения, оповещения и связи). Затем он продолжил службу в составе 349-й стрелковой дивизии войск Южного и Северо-Кавказского фронтов. Дивизия формировалась в спешном порядке из числа представителей многонационального Кавказа в степных районах Калмыцкой АССР и Астраханской области, поэтому далеко не все новобранцы прошли соответствующую военную подготовку и испытывали желание самоотверженно воевать. Дивизия отступала с территории Украины на Кубань и Северный Кавказ, неся тяжёлые потери. Неподалёку от украинского города Изюм дивизия была окружена неприятелем и в значительной мере уничтожена.
Хотя знамя дивизии удалось сохранить, большая часть военнослужащих оказалась либо в плену, либо отрезанной от советских войск, и выходить из окружения было нелегко. В числе окружённых оказался и А. М. Устюгов. Выходу из неприятельского окружения посвящена его детская повесть «Последний патрон». Анатолий Михайлович прошёл всю войну от начала и до конца, но дослужился лишь до ефрейтора, в разное время он служил связистом (ВНОС), сапёром и артиллеристом, несколько раз был тяжело ранен и находился на излечении в военных госпиталях. После освобождения Северного Кавказа красногвардейца А. М. Устюгова передислоцировали на Ленинградский фронт. Анатолий Михайлович — участник прорыва блокады Ленинграда. После этого, в 1944 году, он принимал участие в боях под Нарвой в Эстонии. Гвардии красноармеец А. М. Устюгов за участие в Великой Отечественной войне награждён орденами Красной звезды, Отечественной войны I степени, медалями «За отвагу», «За оборону Ленинграда».

### Литературная деятельность
После окончания войны молодой человек не захотел вернуться в Ленинград, он так и не закончил прерванную учёбу в университете и не стал учёным-орнитологом. Война, ранения и контузии внесли свои коррективы в планы А. М. Устюгова. Его притягивало писательство и по-прежнему интересовала биология, но свою любовь к миру животных и птиц Анатолий Михайлович решил реализовать не в научной деятельности, а в рассказах для детей. Поэтому он вернулся домой и устроился на работу в Кировское книжное издательство корректором. Сюжеты для своих бесхитростных рассказов автор черпал из жизни природы, а героями его произведений стали обычные школьники. Рассказы А. М. Устюгова публиковал альманах «Кировская новь».
Связей с Ленинградом А. М. Устюгов по-прежнему не прерывал. В 1950-м году он опубликовался в ленинградском альманахе молодых писателей «Дружба». Детские рассказы Анатолия Михайловича «Мохнач» и «Как воробей Сеню поймал» иллюстрировал известный ленинградский детский писатель и художник-анималист Е. И. Чарушин. Евгений Иванович сам был родом из Вятки, что А. М. Устюгову было вдвойне приятно, потому что Анатолий Михайлович считал прославленного писателя своим литературным и художественным наставником и кумиром. А. М. Устюгов тоже впоследствии будет иллюстрировать свои рассказы о животных, подобно Е. И. Чарушину. В этом смысле ещё одним образцом для подражания А. М. Устюгова был канадско-американский художник-анималист и популярный детский писатель Эрнест Сетон-Томпсон. А. М. Устюгов в своё время заслужил эпитет «вятского Виталия Бианки» за пристрастие к подражанию этому детскому писателю-анималисту. Несамостоятельность, подражательность к высококлассным литературным образцам в конце концов сослужили плохую службу кировскому писателю. Его детские книжки выходили одна за другой и в Кирове, и в Москве, но критика их не замечала.
Первой его книгой стала брошюра «Токарь Иван Отегов» о стахановце и новаторе Кировского машиностроительного завода имени 1 Мая, она была издана в 1948 году. Затем последовал сборник детских рассказов «У моста», он вышел в Кировском книжном издательстве в 1951 году. Книгу «Выскочка и пухляк», вышедшую в 1956 году в московском «Детгизе», иллюстрировал художник Михаил Храпковский. У А. М. Устюгова постепенно появился свой круг читателей, а творческая манера становилась более самостоятельной. Однако находились и такие критики, которые по-прежнему полагали, что его рассказы о природе слишком мелки по содержанию и что автору необходима какая-то значительная тема, сюжет с крупными и важными событиями. Была ли критика услышана автором, или последующие произведения возникли самостоятельно — так или иначе, в 1957 году была написана детская приключенческая повесть «Зелёная коробочка». В следующем году вышла книга «Последний патрон», она и принесла подлинную славу писателю. «Последний патрон» — это детская приключенческая повесть о событиях Великой Отечественной войны, во многом она автобиографична. Это самое значительное произведение писателя. С 1958 года оно переиздавалось шесть раз, в последний раз в 2025 году.
Критики отмечали стремление писателя изображать Великую Отечественную войну правдиво, достоверно, без ложного пафоса, несмотря на детскую целевую аудиторию. Возможно, что именно жёсткие цензурные условия сталинской эпохи препятствовали появлению произведений А. М. Устюгова в конце 1940-х и начале 1950-х годов. Кроме двух указанных повестей, о войне А. М. Устюговым написана повесть «Две недели в пятой роте», но в дальнейшем писатель по-прежнему оставался верен своему призванию, выбранному с юности: всем остальным произведениям он предпочитал рассказы о животных и птицах. Таковы его книги «Лёка, Пика и другие», «Живой след», «В бобровом краю», «Ворон в чемодане» и другие. В дополнение к этому писателю лишь удалось реализовать свою давнюю мечту издавать книги с собственными иллюстрациями: комиксы «Кот-музыкант» (2001) и самобытная книга рассказов «Лесные глаза» (2003) с авторскими иллюстрациями, где литературный замысел писателя рассказать о характере и повадках птиц и животных через их взгляд неотделим от его художественно-иллюстративного воплощения.

### Писательская судьба и черты характера
В 1958 году, ещё до публикации повести «Последний патрон», А. М. Устюгов был принят в Союз советских писателей. Дальнейшая его литературная и общественная биография развивалась ровно и бесконфликтно. Анатолий Михайлович долгое время работал на кировском заводе имени Лепсе и при этом никогда не кичился своим писательством. Он много выступал перед школьниками, и на первом месте в его рассказах присутствовала любовь к природе, животному миру и растениям, рассказам о войне его внимания было куда меньше. Дружески наиболее тесно А. М. Устюгов был связан с кировским писателем В. А. Ситниковым: оба они учились в Ленинградском университете, но оба возвратились в Киров, где и жили до конца жизни.
Воспоминания писателей В. А. Ситникова и Б. А. Порфирьева об А. М. Устюгове передают впечатление о нём как о невероятно скромном, незаметном, внешне неброском, сдержанном в обращении, молчаливом и несколько замкнутом человеке. Анатолий Михайлович никогда не афишировал своё участие в Великой Отечественной войне, а в эпоху сталинских репрессий лишнее напоминание о его нахождении на оккупированной территории было и попросту бессмысленным. Пытаясь объяснить тот факт, что А. М. Устюгов больше десяти лет по окончании войны в своих произведениях «отмалчивался» о ней, Борис Порфирьев, тоже писатель-фронтовик, рассуждал так: «Материал подступал к горлу, не давал покоя, надо было выплеснуть его на бумагу, а — не получилось! Как же так? Он не понимал, что материал должен отлежаться и созреть».
Умер Анатолий Михайлович Устюгов в Кирове 20 августа 2007 года.
Дочь Елена Анатольевна Паникаровских, составитель книги А. М. Устюгова «Последний патрон», Киров, 2025.

## Комментарии
1. ↑  Населённый пункт не сохранился. Он был равноудалён от сёл Пасегово, Трёхречье и Вяз. Ныне это территория Пасеговского сельского поселения Кирово-Чепецкого района[3].